# Eleanor Matsuura
Eleanor Matsuura (エレノア・マツウラ) est une actrice britannico-japonaise, née le 16 juillet 1983 à Tokyo au Japon.
Elle est connue pour avoir interprété le personnage Yumiko dans la série télévisée à succès The Walking Dead.

## Filmographie

### Cinéma

#### Longs métrages
- 2006 : Par effraction (Breaking and Entering) d'Anthony Minghella : Ruby
- 2007 : Magicians d'Andrew O'Connor : La serveuse
- 2012 : The Grind de Rishi Opel : Charlie
- 2013 : Duo d'escrocs (The Love Punch) de Joel Hopkins : Michaela
- 2013 : Alan Partridge: Alpha Papa de Declan Lowney : La journaliste TV
- 2014 : Blood Moon de Jeremy Wooding : Black Deer
- 2015 : MI-5 Infiltration  (Spooks: The Greater Good) de Bharat Nalluri : Hannah Santo
- 2015 : The Lady in the Van de Nicholas Hytner : L'intervieweuse
- 2015 : Burn Burn Burn de Chanya Button : Pandora
- 2016 : Le Vieux qui ne voulait pas payer l'addition (Hundraettåringen som smet från notan och försvann) de Felix Herngren et Måns Herngren : Rebecca
- 2017 : Wonder Woman de Patty Jenkins : Epione
- 2017 : Justice League de Joss Whedon : Epione
- 2017 : Lost in London de Woody Harrelson : Laura
- 2018 : Juliet, Naked de Jesse Peretz : Cat
- 2020 : Le Seul et Unique Ivan (The One and Only Ivan) de Thea Sharrock : Candace McAfee
- 2021 : Zack Snyder's Justice League de Zack Snyder : Epione
- 2022 : Avant j'étais célèbre (I Used to Be Famous) d'Eddie Sternberg : Amber

#### Court métrage
- 2006 : After the Rain de Gaëlle Denis : Lian

### Télévision

#### Séries télévisées
- 2005 : Les Arnaqueurs VIP (Hustle) : la réceptionniste
- 2005 : Holby City : Suzie Ford
- 2005 : Extras : la femme du producteur
- 2006 : EastEnders : Dr Thorne
- 2006 / 2008 : Doctors Crush : Diana Coverly / Erika Simms
- 2007 : Party Animals : Sally
- 2007 : After You've Gone : Miss Murray
- 2008 : Scotland Yard, crimes sur la Tamise (Trial & Retribution) : Angela Clarkson
- 2008 : Doctor Who : Jo Nakashima
- 2008 : Ma tribu (My Family) : le médecin
- 2008 : Lead Balloon : Izzy
- 2008 / 2012 : Casualty : Kelly Leese / Janie Newark
- 2009 : The Old Guys : Marianne
- 2009 : FM : Jess
- 2009 : Hunter : Zoe Larson
- 2010 : Money : Cherry
- 2011 : Sirens : Tracy Kadam
- 2011 : Flics toujours (New Tricks) : Tiffany Hayes
- 2011 : The Fades : Vicky
- 2011 : Lunch Monkeys : Miss Fox
- 2011 - 2012 : The Royal Bodyguard : Dana
- 2012 : Twenty Twelve : Le médecin
- 2012 : Vexed : Emma
- 2013 : Utopia : Bev
- 2013 : Londres, police judiciaire (Law and Order: UK) : Sophie Cohen
- 2014 : The Smoke : Cindy
- 2014 : Silk : Elizabeth Forester
- 2015 : Da Vinci's Demons : Mme Singh
- 2015 : Cuffs : Donna Prager
- 2015 : Residue : Angela Rossi
- 2015 : Residue : Angela Rossi
- 2016 : The Comic Strip Presents Redtop : Wendi Deng
- 2016 : A Midsummer Night's Dream : Hippolyta
- 2017 : Sherlock : Hopkins
- 2017 - 2018 : Into the Badlands : Baron Chau
- 2018 : Shetland : Jessie Cole
- 2018 - 2022 : The Walking Dead : Yumiko
- 2021 : Feel Good : Donna Ridley
- 2024 : The Day of the Jackal : Zina Jansone

#### Téléfilms
- 2005 : A Very Social Secretary de Jon Jones : Luz
- 2006 : 11-Septembre - Dans les tours jumelles (9/11: The Twin Towers) de Richard Dale : une opératrice

### Jeux vidéos
- 2010 : Doctor Who: The Adventure Games : Dana Tanaka (voix)
- 2014 : Dreamfall Chapters: The Longest Journey : Saga (voix)
- 2015 : Dirty Bomb : Kira (voix)
- 2015 : Final Fantasy XIV: Heavensward : Yugiri / Renda-Rae (voix)
- 2017 : Ghost Recon Wildlands : Weaver (voix)
- 2017 : Final Fantasy XIV: Stormblood : Yugiri (voix)
- 2017 : Planet of the Apes: Last Frontier : Oaka (voix)
- 2020 : Squadron 42 : August Beck (voix)
- 2024 : Elden Ring: Shadow of the Erdtree : Jolán (voix)

## Voix francophones
En version française, Eleanor Matsuura est, dans un premier temps, doublée par Margot Faure dans Par effraction et Sophie Riffont dans Da Vinci's Demons.
La doublant une première fois dans The Lady in the Van en 2015, Claire Beaudoin, prête sa voix à l'actrice dans la quasi-totalité de ses apparitions suivantes, la retrouvant dans The Walking Dead, Le Seul et Unique Ivan, Feel Good ou encore The Day of the Jackal. Exceptionnellement, c'est Nathalie Homs qui la double dans Into the Badlands.